# Minskij Avtomobil'nyj Zavod

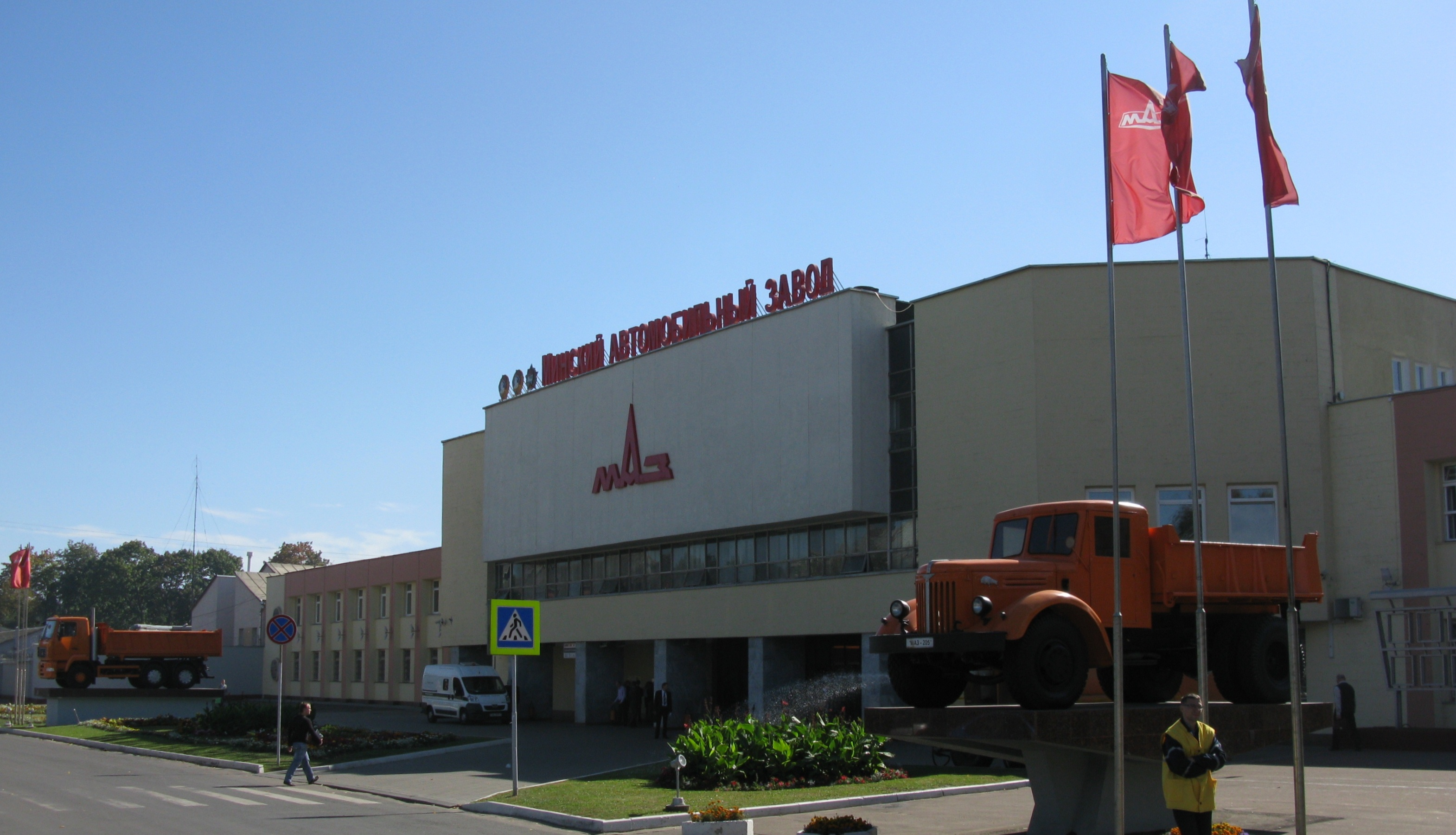
L'ingresso principale nel territorio di MAZ

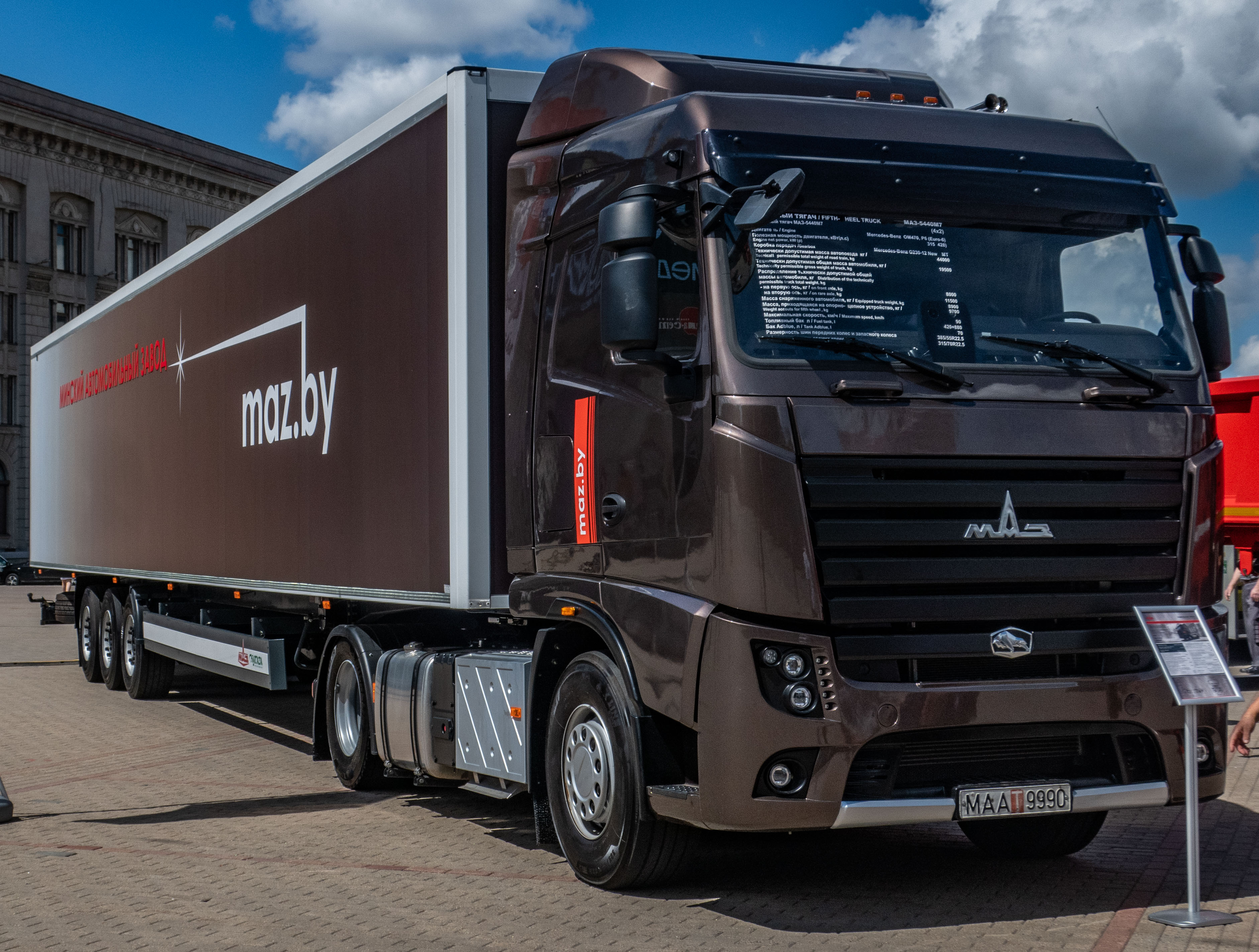
Nuovo trattore stradale MAZ-5440M7 Euro-6

OAO Minskij Avtomobil'nyj Zavod (in bielorusso Мінскі аўтамабільны завод?, Minski aŭtamabil'ny zavod; in russo Минский Aвтомобильный Завод?), meglio nota attraverso l'acronimo MAZ (МAЗ), è una società bielorussa di costruttori di autoveicoli e filoveicoli con sede a Minsk.

## Storia
La storia di MAZ inizia nell'agosto 1944. Al tempo della Guerra Seconda Mondiale il governo Sovietico organizzò a Minsk l'assemblaggio di autocarri americani GMC e Studebaker forniti dagli Stati Uniti tramite i prestiti land-lease. Il primo camion uscì dalla produzione il 7 novembre 1944. La capacità dello stabilimento era 150 autocarri al giorno. Oltre ai marchi GMC e Studebaker, fu organizzata la produzione degli autocarri pesanti statunitensi Mack NR.
La società MAZ è stata fondata ufficialmente a Minsk in Bielorussia nel 1947. La produzione degli autocarri pesanti MAZ-200 e ribaltabili MAZ-205 è stata trasferita da Jaroslavl a Minsk.
Negli anni sessanta, la MAZ ha iniziato la produzione della nuova linea di autocarri MAZ-500. I modelli principali della linea MAZ-500 sono:
- MAZ-500 - autocarro a bordo o telonato;
- MAZ-503 - ribaltabile;
- MAZ-504 - trattore per il bilico urbano ed interurbano;
- MAZ-509 - camion 4×4 per il trasporto di legname
- MAZ-516 - camion 6×2 per i viaggi interurbani.

Dal 1975 è diventata la fabbrica principale dell'Unione dei costruttori automobilistici bielorussi, conosciuta come la Belauto-MAZ (in russo: БелавтоМАЗ).
Nel 1966 la MAZ ha ottenuto la medaglia di Lenin e nel 1971 la medaglia della Rivoluzione d'ottobre per i successi raggiunti.
Alla fine degli anni settanta, la MAZ ha inventato e messo in produzione la gamma degli autocarri MAZ-5432. I modelli principali sono:
- MAZ-5337 - autocarro a bordo o telonato, chassis per le gru e macchine comunali;
- MAZ-5336 - autocarro con la base lunga per i viaggi interurbani;
- MAZ-5551 - ribaltabile 4×2;
- MAZ-5554 - ribaltabile 4×4 basato su MAZ-5551;
- MAZ-5432 - trattore 4×2 per il bilico per i viaggi interurbani;
- MAZ-5433 - trattore 4×2 con la cabina senza posto letto;
- MAZ-5434 - camion 4×4 per il trasporto di legname;
- MAZ-6303 - autocarro 6×4 per i viaggi interurbani e chassis;
- MAZ-6317 - autocarro fuoristrada 6x6 a trazione integrale;
- MAZ-6422 - trattore 6×4 per il bilico;
- MAZ-5516 - ribaltabile 6×4.

## Trasporto pubblico

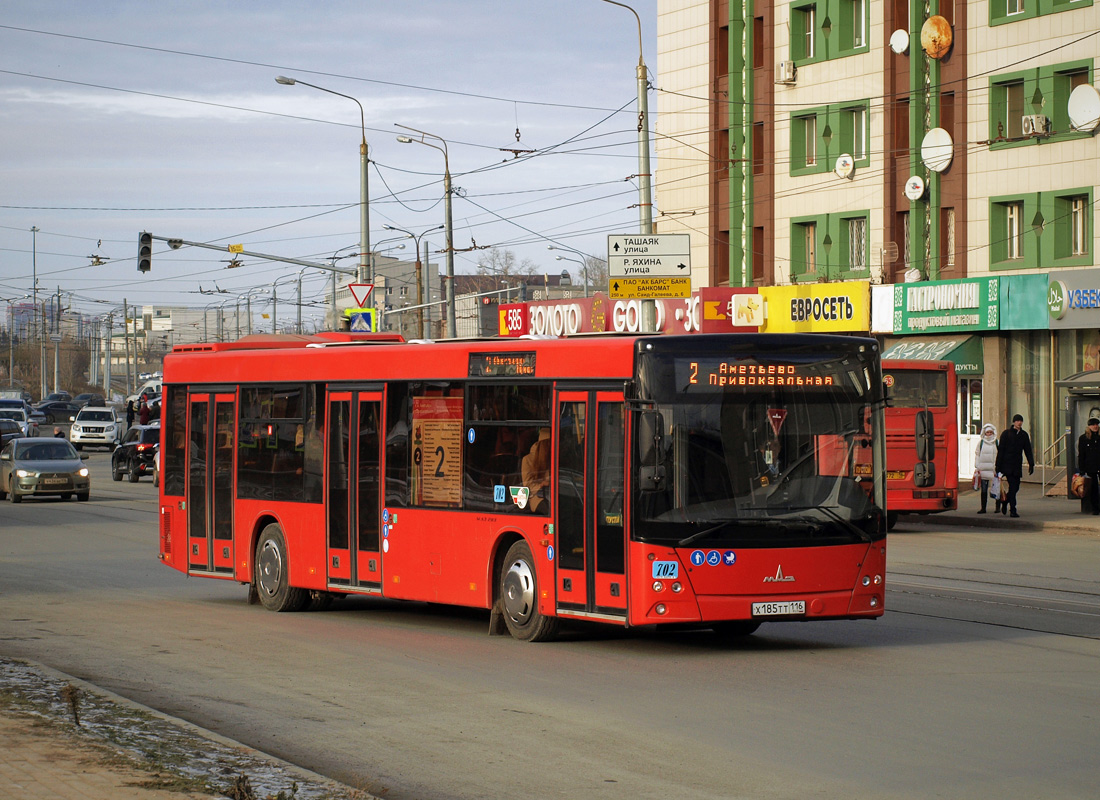
Bus urbano MAZ-203 in Kazan

Il primo autobus MAZ-101 è stato creato da MAZ nel 1993. MAZ-101 è stato basato sulla base di tedesco Neoplan. Ma questo modello non ha trovato il suo mercato. Tra poco tempo MAZ ha creato il nuovo modello a base di propri aggregati. Si chiama MAZ-103. Il modello è diventato molto popolare sia nei paesi dell'ex Unione Sovietica che nei paesi europei e non solo. Questo modello dopo alcuni modernizzazioni e restyling si produce a richiesta dei clienti fino ad adesso (insieme con i modelli moderni).
Adesso MAZ produce una vasta gamma dei veicoli passeggeri. Sono autobus urbano MAZ-203, autosnodati MAZ-215 e MAZ-216, autobus interurbano MAZ-251, bus aeroportuali MAZ-171 e MAZ-271, filobus MAZ-T203 (MAZ-203T70), autobus medi MAZ-206 e MAZ-226 e tanti altri. 
Tradizionalmente gli autobus e filobus di MAZ sono molto popolari nel territorio della ex-URSS, soprattutto in Russia, Bielorussia, Ucraina, Moldavia, e in alcuni paesi europei. I filobus MAZ vanno ad assemblaggio in Ucraina (Dnipro-T203), Russia (UTTZ-MAZ). MAZ ha effettuato le forniture degli autobus a Cuba (2008), Venezuela, Mongolia (2015), assemblandoli in Vietnam e Serbia (BIK). 

### Autobus

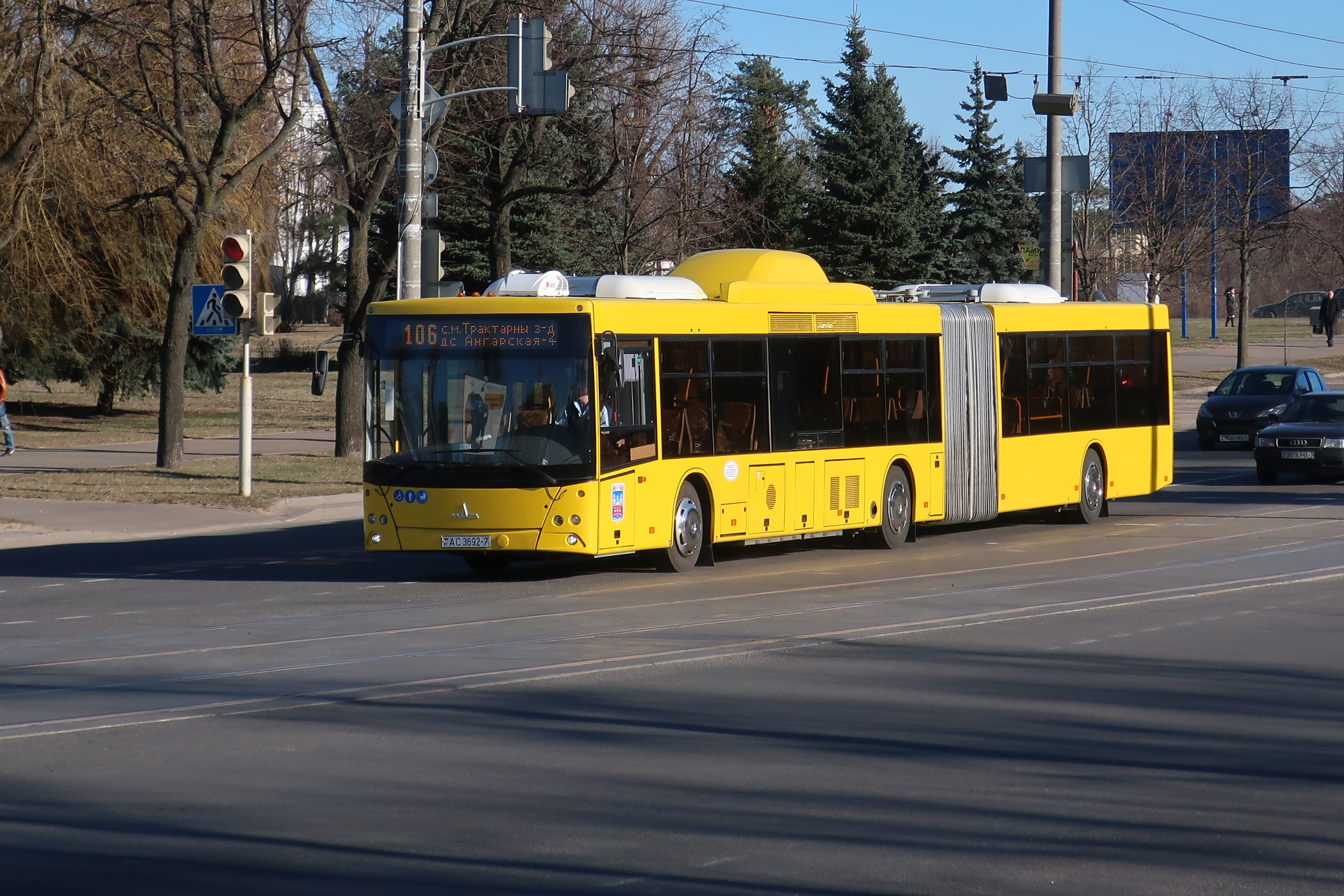
Autosnodato MAZ-215.069 a Minsk

- MAZ-103 - autobus urbano e suburbano;
- MAZ-107 - autobus urbano da 3 assi;
- MAZ-171 - autobus aeroportuale;
- MAZ-203 - autobus urbano (203.0xx) e suburbano (203.1xx) - il modello più popolare;
- MAZ-206  - autobus medio urbano;

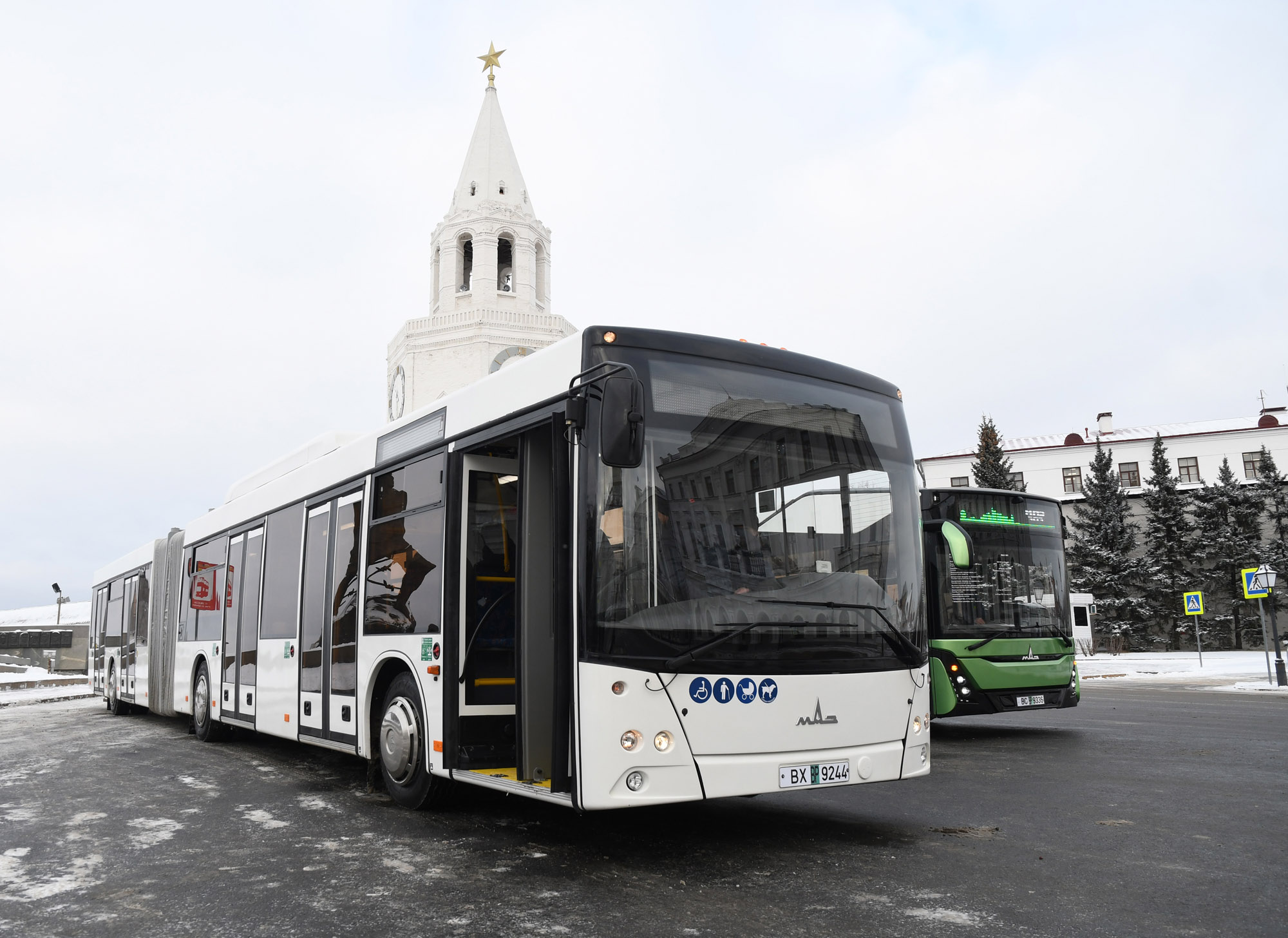
MAZ-215 e nuovissimo bus MAZ-303 a Kazan

- MAZ-226  - autobus medio suburbano;
- MAZ-251  - autobus interurbano e turistico;
- MAZ-256  - autobus interurbano;
- MAZ-215  - autosnodato urbano e suburbano con il motore al centro dell`autobus;
- MAZ-216 - autosnodato urbano con motore posteriore;
- MAZ-231 - autobus suburbano ed interurbano;
- MAZ-232  - autobus suburbano ed interurbano;
- MAZ-241  - autobus suburbano;
- MAZ-257  - autobus suburbano;
- MAZ-271  - nuovo autobus aeroportuale;

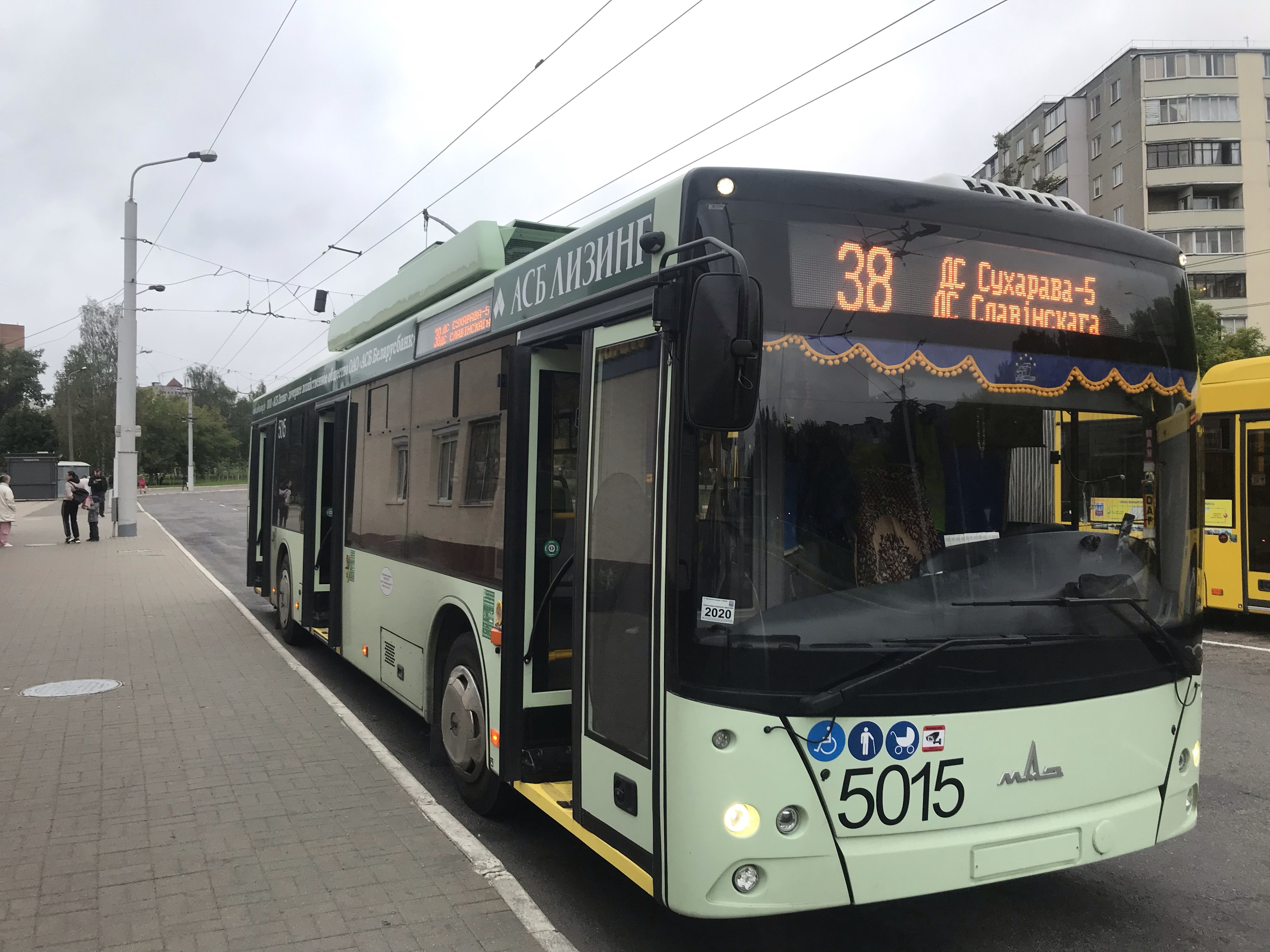
Filobus MAZ-203T70 dotato di sistema di percorso autonomo

- MAZ-303 - nuovo autobus urbano.

### Filobus
- MAZ-103T - filobus;
- MAZ-203T - filobus con la marcia autonoma;
- MAZ-303T - filobus della nuova generazione.

### Bus elettrico
- MAZ-303E  - bus elettrico con caricamento notturno (ONC).

### Modelli storici e prototipi
- MAZ-104  - autobus urbano e suburbano;
- MAZ-105 - autosnodato urbano;
- MAZ-131  - bus suburbano creato per i clienti africani;
- MAZ-152 - autobus interurbano;
- MAZ-256  - autobus interurbano;
- MAZ-205  - autosnodato.

## Mezzi militari

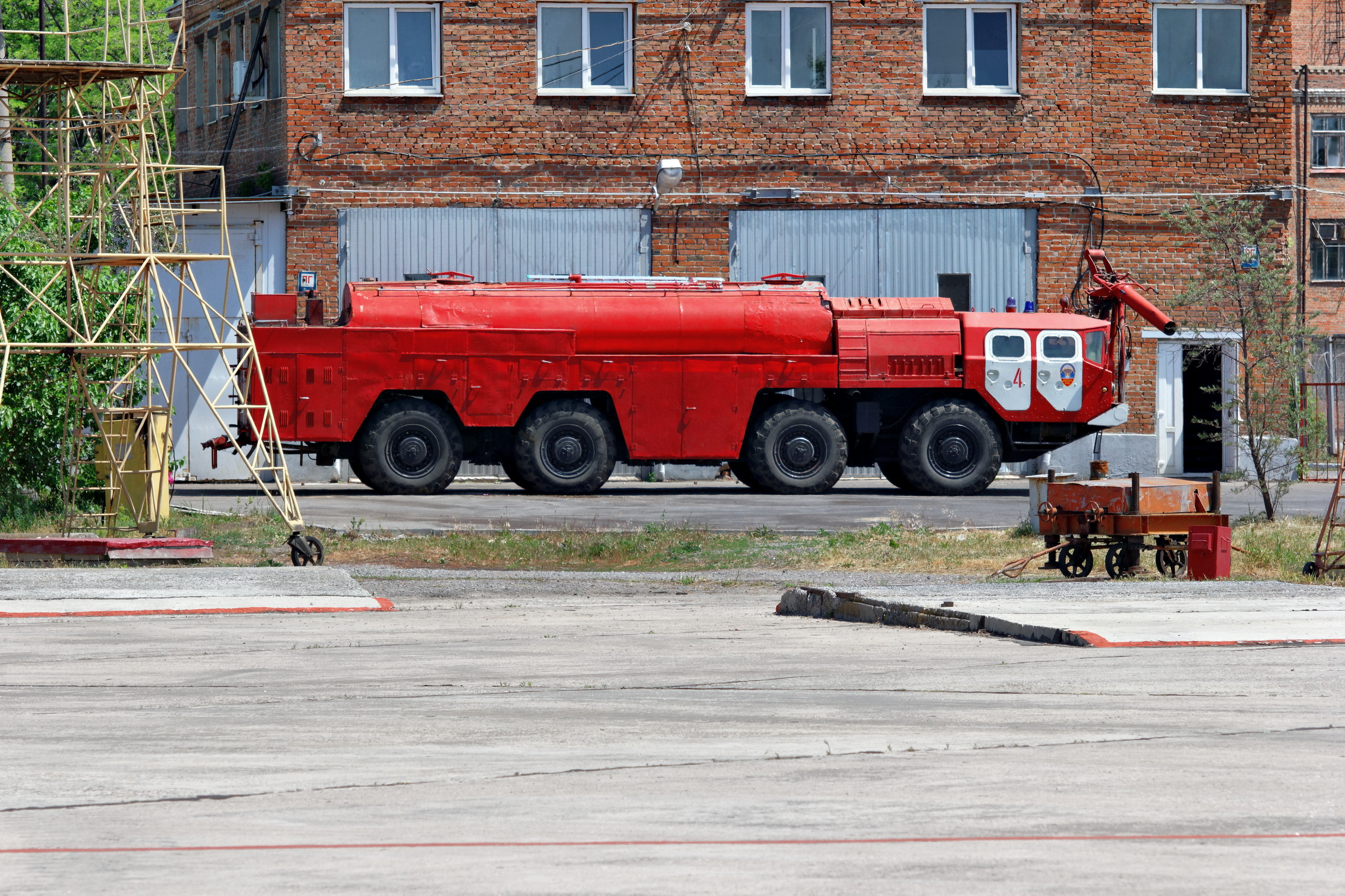

- MAZ-535
- MAZ-537
- MAZ-543
- MAZ-7410
- MAZ-7904
- MAZ-7906
- MAZ-7907
- MAZ-7912/7917

## Autocarri

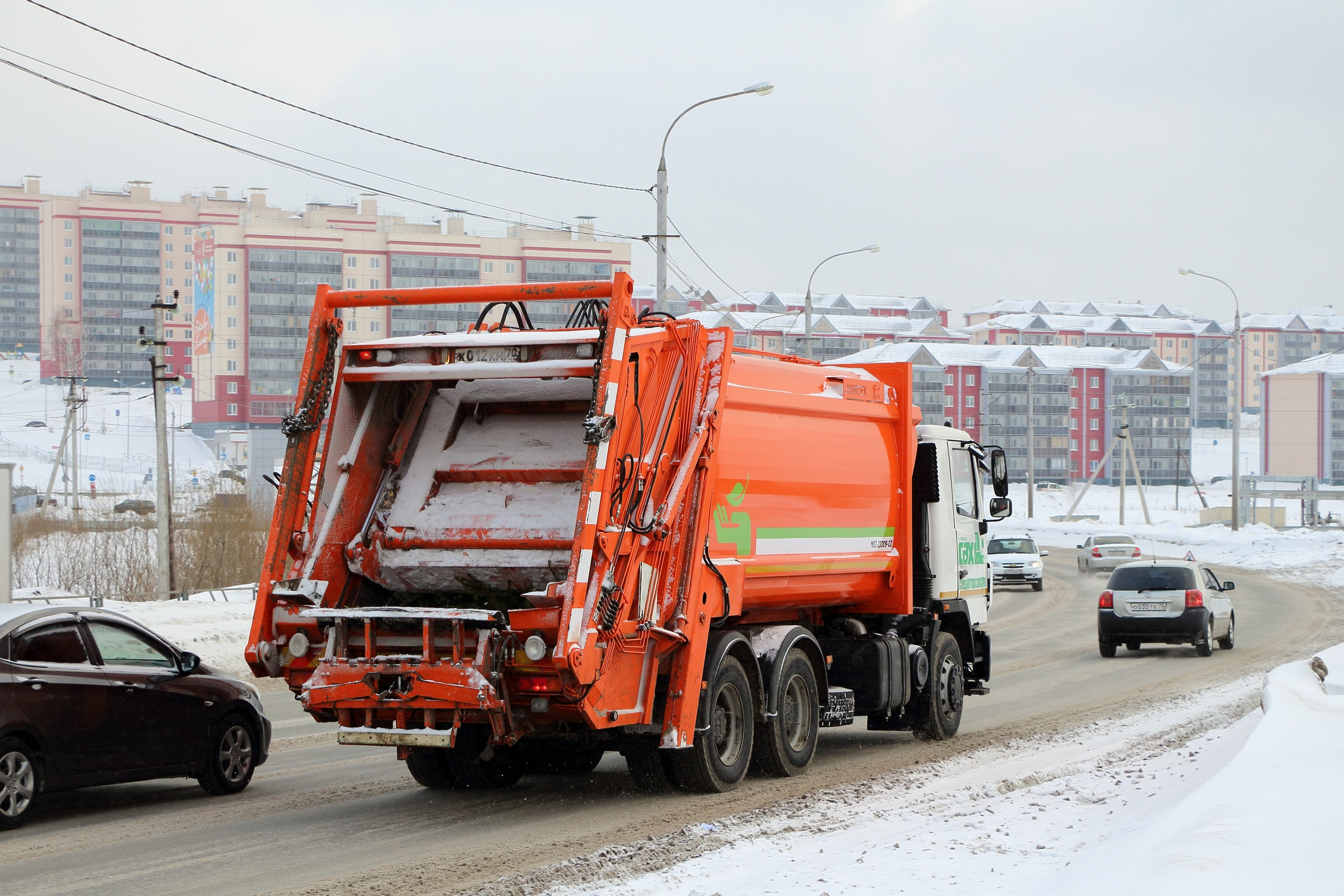
MAZ-6312 a Tomsk (Russia)

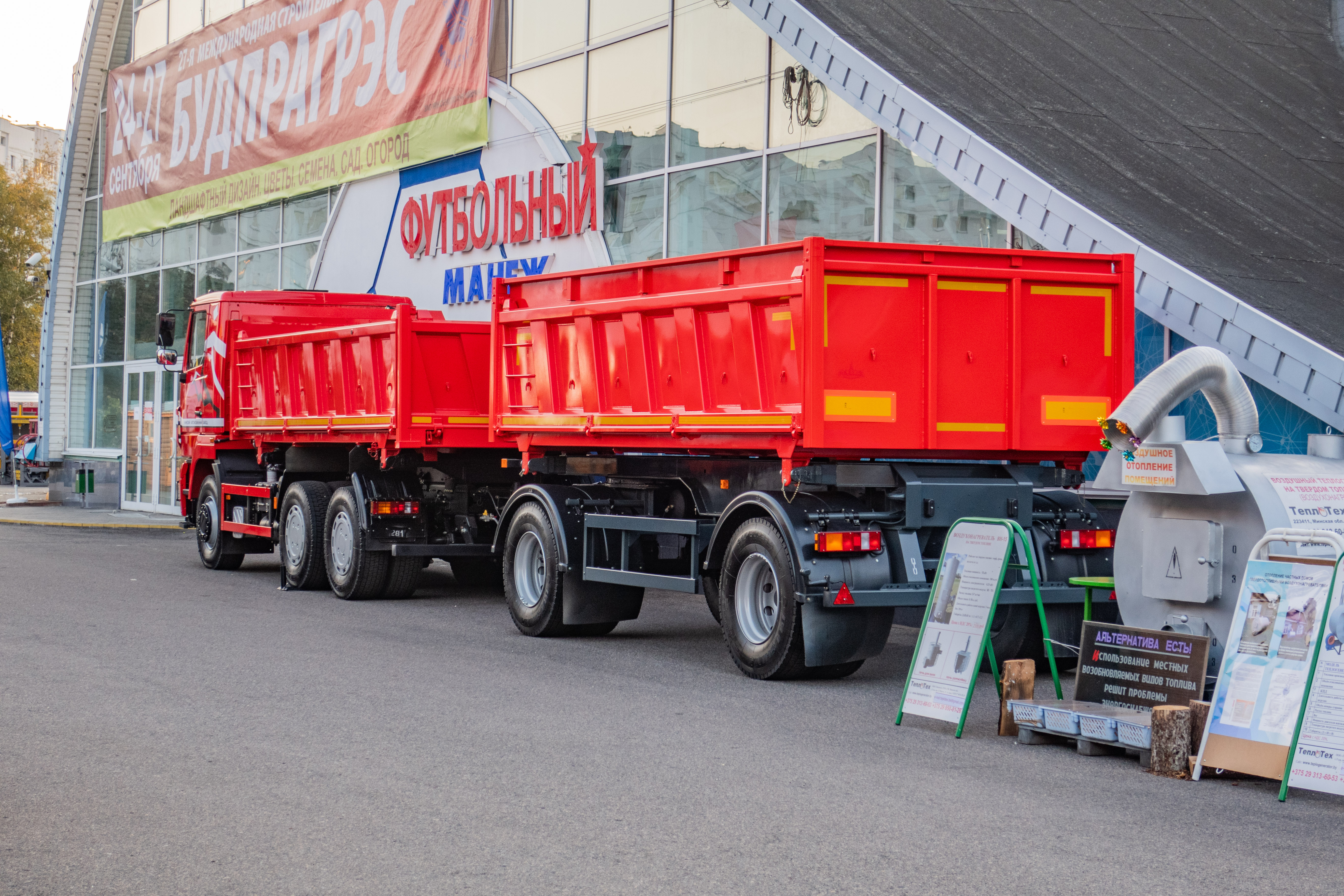
Autotreno agricolo MAZ-6501C9 con rimorchio

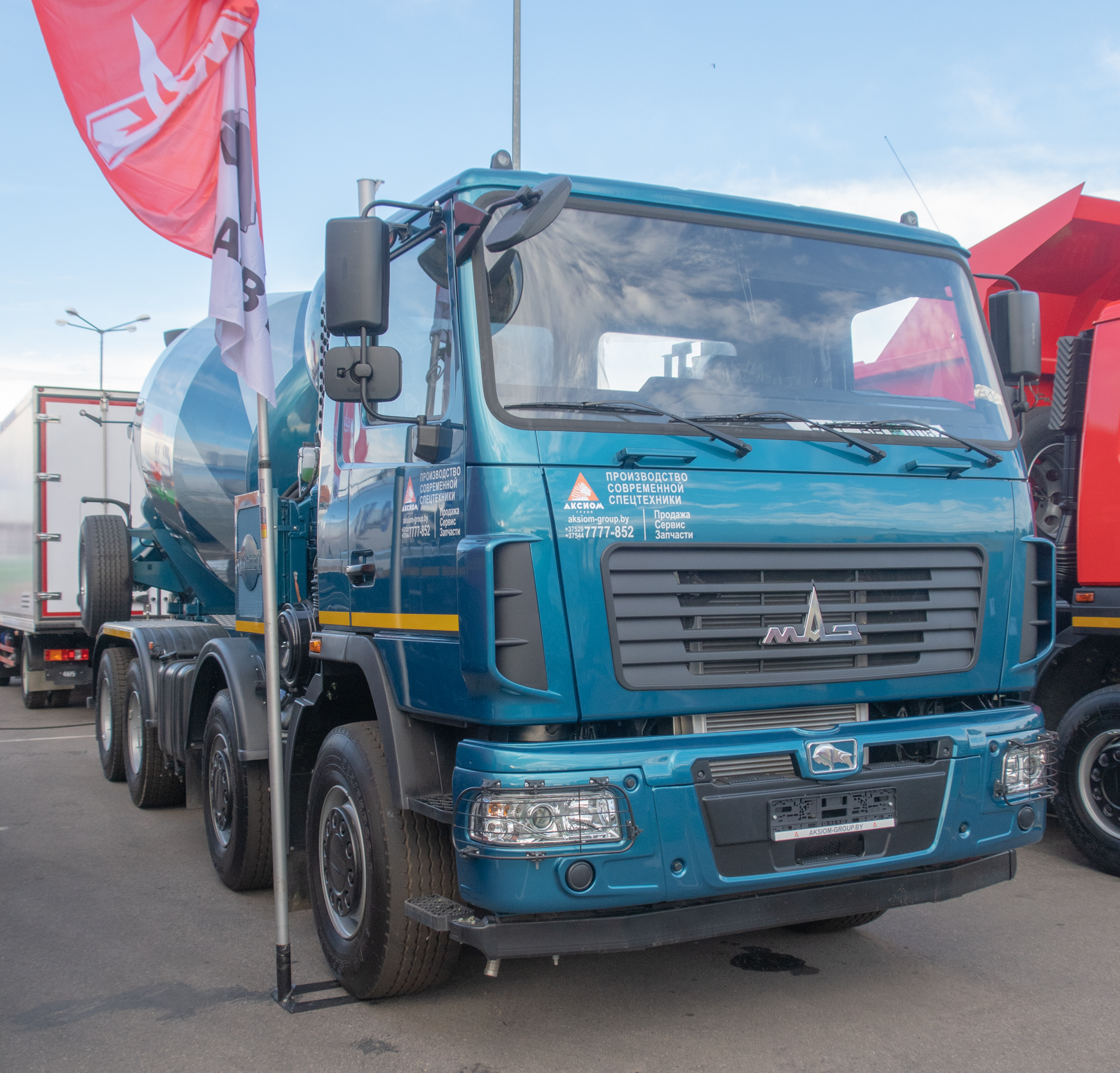

MAZ produce una vasta gamma di autocarri nelle formule 4×2, 4×4, 6×2, 6×4, 6×6, 8×4, 8×8. Per i clienti, offre modelli con classe ecologica Euro-5 e Euro-6 ma a richiesta particolare (per esempio, per i paesi africani) può produrre modello della generazione precedente (Euro-2, Euro-3, Euro-4).

### Modelli attuali

#### Autocarri medi (CV)
- MAZ-4371  (4×2, il più leggero nella gamma degli autocarri MAZ);
- MAZ-4372  (4×4, la versione fuoristrada di MAZ-4371);
- MAZ-4381  (4×2, il modello principale medio e chassis);
- MAZ-4571  (4×2, ribaltabile leggero);
- MAZ-4581  (4×2, ribaltabile medio).

#### Autocarri pesanti (HCV)
- MAZ-5302  (4×4);
- MAZ-5309  (4×4);
- MAZ-5316  (4×4);
- MAZ-5340  (4×2, modello base e chassis);
- MAZ-5440 (4×2, trattore stradale regionale), modelli MAZ-5440M7 e MAZ-5440M9 sono della classe ecologica Euro-6;
- MAZ-5516  (6×4, ribaltabile della generazione precedente ma popolare nei paesi di ex URSS);
- MAZ-5550  (4×2, ribaltabile medio);
- MAZ-6302  (6×6);
- MAZ-6312  (6×4);
- MAZ-6317 (6x6);
- MAZ-6318  (6×6);
- MAZ-6417  (6×6);
- MAZ-6418  (6×6);
- MAZ-6425  (6×6);
- MAZ-6430 (6x4);
- MAZ-6432  (6×6);
- MAZ-6501  (6×4, ribaltabile, ha le versioni sia per le costruzioni che per usi agricoli;
- MAZ-6502  (6×6, ribaltabile);
- MAZ-6513  (6×4, ribaltabile pesante con le ruote R24);Mezzo d`opera MAZ-6516C9 8×4

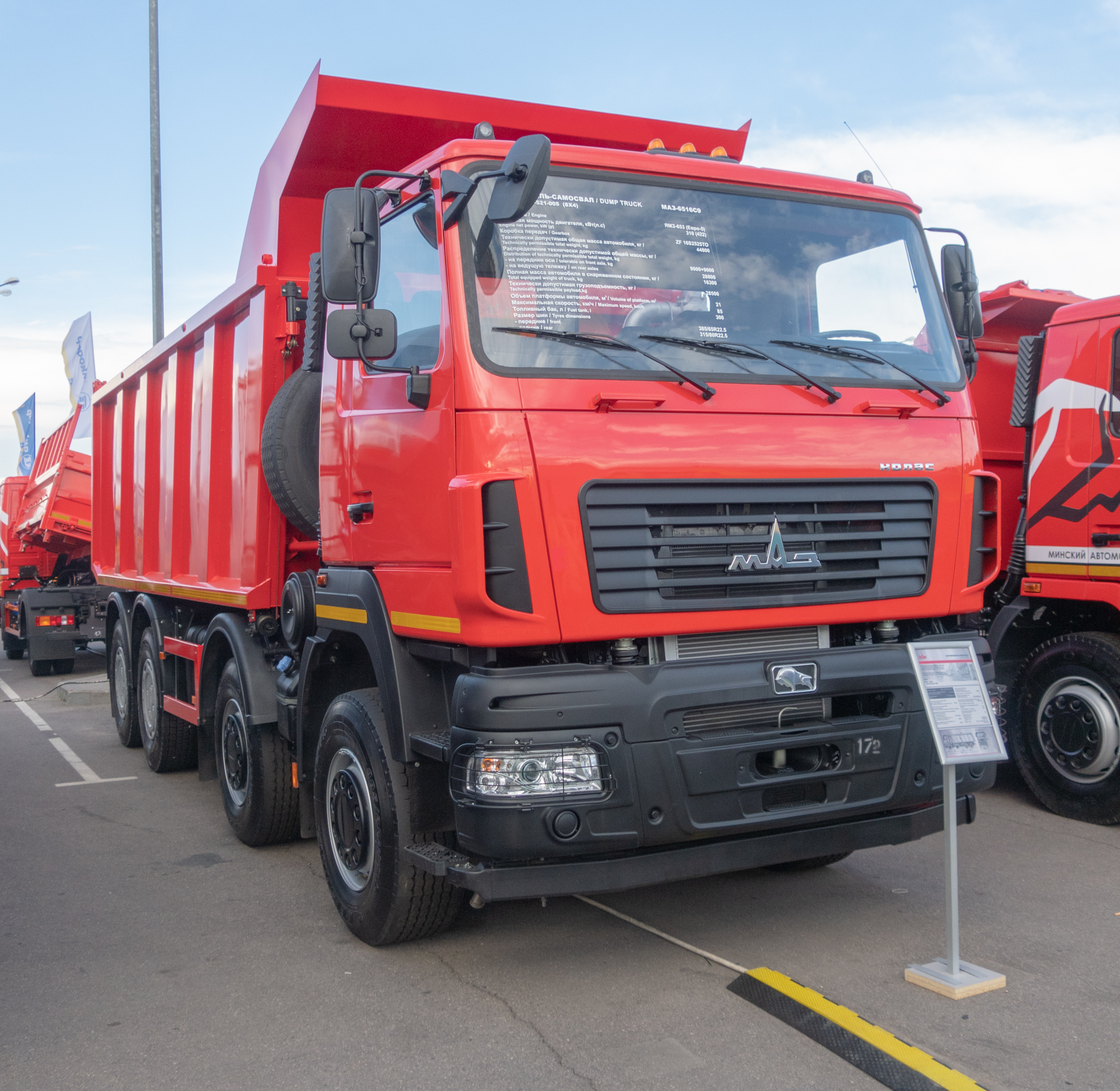
Mezzo d`opera MAZ-6516C9 8×4

- MAZ-6514  (6×6, ribaltabile pesante);
- MAZ-6516  (8×4, ribaltabile stradale e chassis);
- MAZ-6517  (6×6, ribaltabile alla base di MAZ-6317);
- MAZ-6526  (8×8, ribaltabile).

### Modelli storici
- MAZ-4370 (4×2);
- MAZ-4380 (4×2);
- MAZ-4471 (trattore stradale medio 4×2);
- MAZ-4570 (ribaltabile medio 4×2);
- MAZ-5334 (4×2);
- MAZ-5335 (4×2);
- MAZ-5336 (4×2);
- MAZ-5337 (4×2);
- MAZ-5432 (trattore stradale regionale 4×2);
- MAZ-5433 (trattore stradale città 4×2);
- MAZ-5434 (trattore stradale fuoristrada 4×4);
- MAZ-5549 (ribaltabile medio 4×2);
- MAZ-5551 (ribaltabile medio 4×2);
- MAZ-5554 (ribaltabile medio 4×4);
- MAZ-6301 (6×2);
- MAZ-6303 (6×4);
- MAZ-6310 (6×2);
- MAZ-6422 (6×4).

## Trasporti leggeri

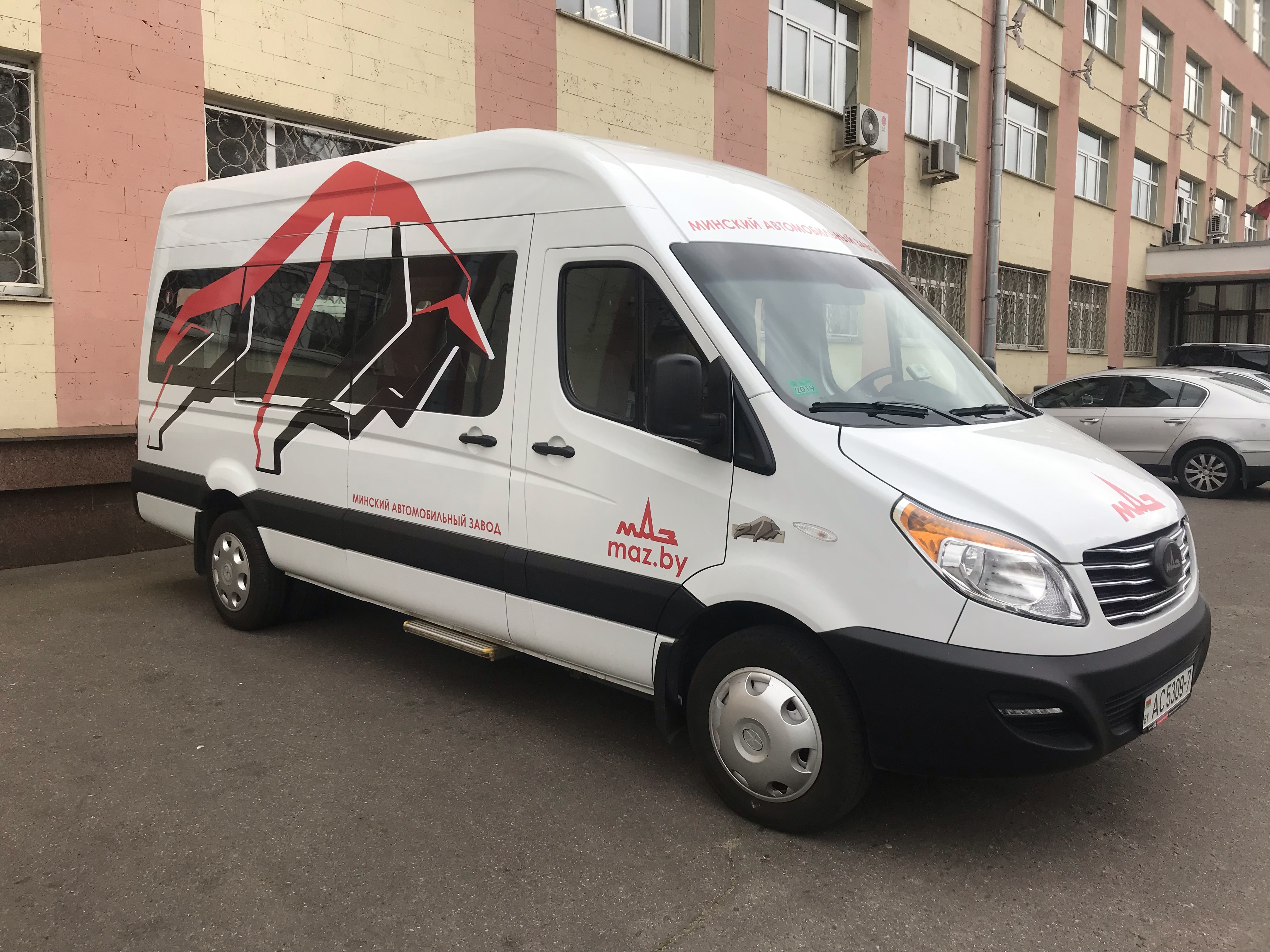
Minibus MAZ-281.040 vicino MAZ

Dal`anno 2019 MAZ fa l`assemblaggio di furgone cinese JAC Survay e produce insieme con la società affigliata Kupava vari tipi di minibus (incluso un modello lusso).
- MAZ-365.022  - furgone (JAC Sunray);
- MAZ-281.040  - minibus (versioni da 8 fino a 17 posti);
- MAZ-373.100  - furgone isotermico;
- MAZ-293.170  - ambulanza (creato dalla società affiliata Kupava).